# Vespa 150 VL Struzzo
De Vespa 150 VL Struzzo is een motorscooter geproduceerd door het Italiaanse Piaggio van 1954 tot 1957. Het was voor Piaggio de eerste 150cc-motorscooter die in serie geproduceerd werd. De grotere motorinhoud zou voor meer vermogen en meer luxe moeten zorgen dan de bestaande 125cc-modellen.
De motorscooter kreeg de naam Struzzo (Italiaans voor struisvogel), omdat deze vanwege de koplamp op het stuur op een struisvogel zou lijken. 
In het totaal zijn er ruim 130.000 scooters van dit type geproduceerd.

## Modellen
Van de 150 VL zijn drie verschillende modellen geproduceerd:
- VL1T - (1954 - 1955) - serienummer 1001 t/m 17000
- VL2T - (1955 - 1956) - serienummer 17001 t/m 93101
- VL3T - (1956 - 1957) - serienummer 93102 t/m 132737

(VL modellen welke bij MISA geproduceerd zijn, kunnen afwijken van deze serienummers)

## Motorspecificaties
- Type motor: 2 takt
- Aantal cilinders: 1 cilinder luchtgekoeld
- Cilinderinhoud: 145,5cc (ø57mm x 57mm)
- Vermogen: 5,4 pk bij 5400 RPM
- Topsnelheid: 69 km/u
- 3 versnellingen